# 松山港

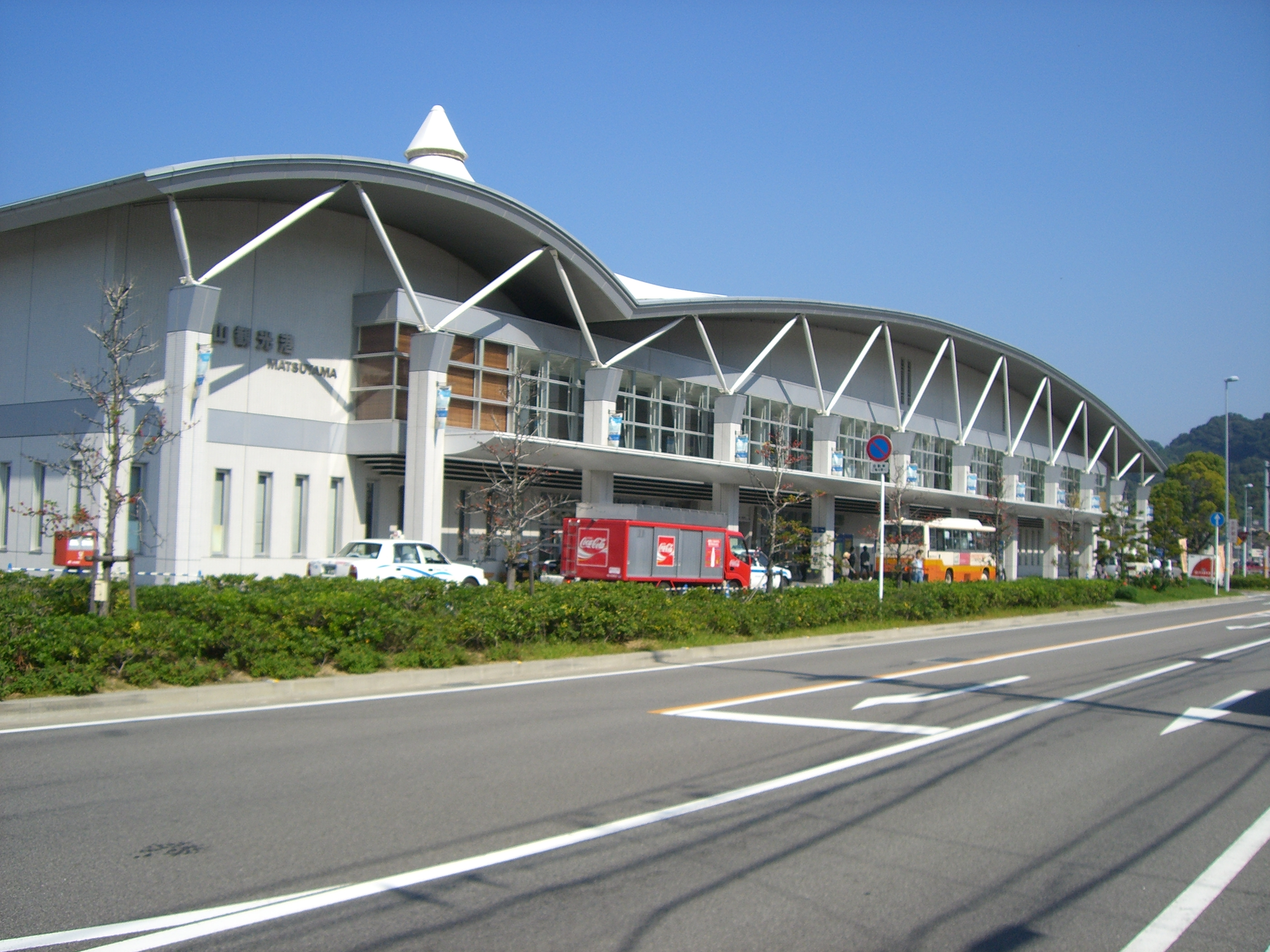
松山觀光港大樓

松山港（日语：／ Matsuyama-kou）是一個位於日本愛媛縣松山市的港灣，管理者是愛媛縣。在港灣法上被列入重要港灣，在港則法上被指定為特定港。松山港自古就是瀨戶內海重要的交通據點，萬葉集中的熟田津被認為就是松山港中的古三津。現在松山港也是有眾多渡輪和貨船停泊的重要港口。在松山港停靠的大多數客運渡輪使用港區中的松山觀光港部分。

## 外部連結
- 松山港コンテナターミナル （页面存档备份，存于）
- 松山港湾・空港整備事務所 （页面存档备份，存于） - 国土交通省四国地方整備局
- 松山観光港ターミナル （页面存档备份，存于）
- 瀬戸内海汽船 （页面存档备份，存于）
- 石崎汽船 （页面存档备份，存于）
- フェリーさんふらわあ （页面存档备份，存于）
- 防予フェリー株式会社 （页面存档备份，存于）(旧・防予汽船)
- 中島汽船 （页面存档备份，存于）